# 今川 (杉並區)
今川（日语：／ Imagawa */?）是東京都杉並區的地名。現行行政地名為今川一丁目至今川四丁目。已實施住居表示。2013年10月1日為止的人口有9,506人。郵遞區號為167-0035。

## 地理
位於杉並區北部。北與上井草以早稻田通為界，西與善福寺以青梅街道為界，南鄰桃井，東與清水以環八通為界。町域近似東西較長的長方形，東起為一丁目至四丁目。
町內主要為住宅區，並有中央大學杉並高等學校與都立農藝高等學校等設施。

## 歷史

### 江戶時代
江戶時代屬武藏國多摩郡上井草村一部分。
1645年，今川直房（今川義元曾孫）獲領多摩郡井草村（江戸時代初期分為上井草村、下井草村）、上鷺宮村（現中野區上鷺宮一帶）與豐島郡中村（現練馬區中村一帶）。此地的觀泉寺為今川氏的菩提寺，寺內有今川氏歷代當主的墓所（都舊蹟）。

### 近代
1889年（明治22年）施行町村制，為東多摩郡井荻村一部分。1896年（明治29年）屬東多摩郡豐多摩郡。1926年（大正15年）7月1日，井荻村施行町制，為井荻町。1932年（昭和7年），豐多摩郡井荻町編入東京市，為杉並區一部分。此時，觀泉寺周邊成立今川町。此「今川町」有一部分後來編入現在的上井草。

### 現代
1964年9月1日實施住居表示，舊地名沓掛町、中通町、神戶町、柿之木町、四宮町、今川町、三谷町、新町各一部分成立現在的今川一丁目至四丁目。

### 地名由來
町名源自於二丁目的觀泉寺。該寺是江戶時代領主高家旗本今川氏的寺院，本堂（1764年再建）是杉並區最古老的木造建築。

## 交通
町內沒有鐵路車站。可利用西武新宿線井荻站、上井草站、上石神井站（練馬區）或路線巴士。

## 設施
- 觀泉寺（二丁目）
- 中央大學杉並高等學校（二丁目）
- 東京都立農藝高等學校（三丁目）
- 杉並區立今川圖書館（四丁目）
- 杉並區立井荻中學校（二丁目）
- 法務局杉並出張所（二丁目）
- 荻窪醫院（三丁目）

## 備註
1. ↑  .   [2013-10-21]. （原始内容存档于2013-10-22）.